# Badminton-Bundesliga 1994/95
Die Badminton-Bundesligasaison 1994/95 bestand aus einer Vorrunde im Modus "Jeder gegen jeden" mit Hin- und Rückspiel und einer Play-off-Runde. In der Play-off-Runde traten der 1. und der 4. sowie der 2. und der 3. gegeneinander an. Die Sieger der beiden Partien ermittelten den deutschen Meister. Meister wurde der SC Bayer 05 Uerdingen, der den SSV Heiligenwald in den Finalspielen bezwang. Absteigen musste der TTC Brauweiler.

## Vorrunde

### Endstand
| Platz | Mannschaft                      | Spiele | Spielpunkte | Punkte |
| ----- | ------------------------------- | ------ | ----------- | ------ |
| 1.    | SSV Heiligenwald                | 14     | 72:40       | 22: 6  |
| 2.    | SC Bayer 05 Uerdingen           | 14     | 68:44       | 20: 8  |
| 3.    | TuS Wiebelskirchen              | 14     | 68:44       | 19: 9  |
| 4.    | FC Langenfeld                   | 14     | 59:53       | 15:13  |
| 5.    | BC Eintracht Südring Berlin (N) | 14     | 53:59       | 13:15  |
| 6.    | SV Fortuna Regensburg           | 14     | 47:65       | 11:17  |
| 7.    | OSC Düsseldorf                  | 14     | 42:70       | 8:20   |
| 8.    | TTC Brauweiler 1948 (N)         | 14     | 39:73       | 4:24   |

## Play-off-Runde

### Halbfinale
SSV Heiligenwald – FC Langenfeld 6:2, 5:3

SC Bayer 05 Uerdingen – TUS Wiebelskirchen 5:3, 5:3

### Finale
SSV Heiligenwald – SC Bayer 05 Uerdingen 4:4, 3:5

## Endstand
- 1. SC Bayer 05 Uerdingen
(Chris Bruil, Kai Mitteldorf, Detlef Poste, Volker Renzelmann, Niels Christian Kaldau, Klaus Fallenstein, Eline Coene, Christine Skropke, Andrea Findhammer)
- 2. SSV Heiligenwald
(Darren Hall, Martin Kranitz, Michael Keck, Thomas Berger, Dirk Wagner, Hermawan Susanto, Joanne Davies, Nicole Grether)
- 3. TuS Wiebelskirchen
(Hargiono, Chen Jin, Marek Bujak, Thomas Wurm, Joko Suprianto, Stefan Maus, Heryanto Arbi, Katrin Schmidt, Heike Franke, Annette Geisler)
- 3. FC Langenfeld
(Robert Neumann, Wang Xu Yang, Mike Joppien, Oliver Pongratz, Ardy Wiranata, Markus Ewald, Heidi Dössing, Karen Stechmann)